# 米谷ふみ子
米谷 ふみ子（こめたに ふみこ、1930年11月15日 - ）は、日本出身の作家・画家。本名は富美子。ロサンゼルス近郊パシフィック・パリセイズに在住。

## 来歴・人物
大阪市に生まれる。大阪府立夕陽丘高等女学校、大阪女子大学（現在の大阪府立大学）国文科卒業。1957年、油絵を二科展に出品して関西女流美術賞を受ける。1960年に奨学金を受けて渡米。抽象画家としてアメリカ合衆国ニューハンプシャー州の芸術家村マクダウェル・コロニー（MacDowell Colony）に移住したとき、ジョシュ・グリーンフェルドと出会う。
ニューヨークでジョシュと結婚し、夫との間に二人の息子を持つ（長男のカール・タロウは現在文筆家）。
自閉症の次男ノアの子育てと画家活動が両立困難になったことから文筆活動に転じた。
1985年、「遠来の客」で文學界新人賞を、「過越しの祭」で新潮新人賞を受賞。同年に二つの文学賞を同時受賞したのは史上唯一である。
1986年『過越しの祭』で芥川賞受賞。
反戦運動や反核運動に参加。

## 受賞歴
- 「遠来の客」で文学界新人賞 (1985年)
- 「過越しの祭」で新潮新人賞（1985年）、芥川賞（1986年）
- 「ファミリー・ビジネス」で女流文学賞 (1998年)

## 著書
- 『過越しの祭』新潮社、1985　のち文庫、岩波現代文庫
- 『風転草（タンブルウィード）』新潮社 1986　『タンブルウィード』集英社文庫 1991
- 『海の彼方の空遠く Tales of inter marriage』文藝春秋 1989
- 『マダム・キャタピラー(毛虫夫人)のわめき』文藝春秋 1989
- 『プロフェッサー・ディア』文藝春秋 1992
- 『ちょっと聴いてください　アメリカよ、日本よ』朝日新聞社 1993　のち文庫
- 『0（ゼロ）線に向かって』新潮社、1994
- 『老いるには覚悟がいる』海竜社、1996
- 『ファミリー・ビジネス』（新潮社 / 1998年/ ISBN 9784103597049）
- 『けったいなアメリカ人』（集英社 / 2000年/ ISBN 9784087811841）
- 『なんや、これ? アメリカと日本』（岩波書店 / 2001年/ ISBN 9784000015547）
- 『サンデー・ドライブ』（集英社 / 2003年/ ISBN 9784087746655）
- 『なんもかもわやですわ、アメリカはん』（岩波書店 / 2004年/ ISBN 9784000241533）
- 『ええ加減にしなはれ! アメリカはん』（岩波書店 / 2006年
- 『年寄りはだまっとれ!?』岩波書店、2009
- 『だから、言ったでしょっ! 核保有国で原爆イベントを続けて』かもがわ出版 2011
- 『ロサンゼルスの愛すべきダンス仲間』文と絵 マガジンハウス 2013

共著
- 『リトル・トウキョー100年』景山正夫共著）新潮社 とんぼの本　1987

### 翻訳
- ジョシュ・グリーンフェルド『わが子ノア 自閉症児を育てた父の手記』文藝春秋 1989 のち文庫
- ジョシュ・グリーンフェルド『ノアの場所　自閉症児に安住の地はあるか』文藝春秋 1989　のち文庫
- ジョシュ・グリーンフェルド『依頼人ノア　思春期を迎えた自閉症児』文藝春秋 1989　のち文庫